# Uplengen
Uplengen est une municipalité allemande du land de Basse-Saxe et l'Arrondissement de Leer.